# Carlos Varjão Rolim
Carlos Varjão Rolim (século XVIII) foi um engenheiro militar português.

## Biografia
Serviu como Sargento-mor de Infantaria e Engenheiros das fortificações do Maranhão. Na cidade de Belém esteve envolvido nas seguintes estruturas:
- Forte do Castelo de Belém
- Forte de São Pedro Nolasco
- Fortim da Barra de Belém